# Poa mariesii
Poa mariesii är en gräsart som beskrevs av Alfred Barton Rendle. Poa mariesii ingår i släktet gröen, och familjen gräs. Inga underarter finns listade i Catalogue of Life.